# Comté de Johnson (Iowa)
Pour les articles homonymes, voir Johnson et Comté de Johnson.
Le comté de Johnson est situé dans l’Iowa, États-Unis.  En 2000, sa population comptait 111 006 habitants. Son chef-lieu est Iowa City. Sa superficie totale est de 1 614 km2 (623 mi2).
Il doit son nom à Richard Mentor Johnson, neuvième vice-président du pays.